# ロメオ・ハリザイ
ロメオ・ハリザイ（Romeo Harizaj 、1998年9月26日 - ）は、アルバニア・バルシュ出身のプロサッカー選手。アルバニア・スーペルリーガ・KSディナモ・ティラナ所属。ポジションは、ゴールキーパー。